# Zerstörer Typ B 97
Die Zerstörer vom Typ B 97 waren acht Boote, die 1914 von der Kaiserlichen Marine nach dem Ausbruch des Ersten Weltkriegs bestellt wurden. Die Boote entstanden auf Vorschlag der Werft Blohm & Voss, die einen Nachbau der russischen Groß-Zerstörer vom Typ Nowik unter Verwendung deutscher Zulieferungen für im Bau befindliche russische Zerstörer vorschlug.
Die Boote waren ab 1915 bei der Hochseeflotte im Einsatz, nahmen an der Skagerrakschlacht und an folgenden Flottenvorstößen teil und mussten 1918 zum Teil mit der Hochseeflotte nach Scapa Flow ausgeliefert werden.
Nur B 97 kam nach dem Kriegsende zu einer weiteren Verwendung. Das an Italien ausgelieferte Boot wurde dort als Zerstörer und Versuchsschiff eingesetzt und erst 1939 abgewrackt.

## Geschichte

### Baugeschichte
Die Geschichte der ersten deutschen Zerstörer ist eng mit Entwicklungen deutscher Werften für andere Marinen verknüpft. Die Kaiserlich Russische Marine forderte 1909 ein größeres und schwerer bewaffnetes Fahrzeug mit Turbinenantrieb und einer Geschwindigkeit von über 30 Knoten für seine Torpedoverbände. Entsprechende Angebote wurden von erfahrenen ausländischen Werften eingeholt. Als Prototyp wählte man den Entwurf eines 1280 t großen Fahrzeugs aus, das Ölfeuerung und Turbinenantrieb erhalten sollte und von der AG Vulcan in Stettin angeboten wurde. Das gesamte Projekt wurde einschließlich der dazugehörigen Zeichnungen angekauft, und die AG Vulcan erhielt den Auftrag, die Kessel- und Turbinenanlage zu liefern. Die erforderlichen Mittel, die das Komitee zur Verstärkung der russischen Flotte durch freiwillige Beiträge zur Verfügung stellte, beliefen sich am Ende auf über 2 Mio. Rubel. Das Boot sollte ursprünglich auch von der AG Vulcan gebaut werden, doch nach heftigen Protesten und intensiver Lobby-Arbeit bekam die Putilow-Werft in St. Petersburg den Zuschlag, die brisanterweise eng mit der Werft Blohm & Voss in Hamburg zusammenarbeitete und zudem an Putilow auch finanziell beteiligt war.
Auf der Basis des Prototyps Nowik bestellte die russische Marine nach ähnlichen Plänen bei verschiedenen russischen Werften ab 1912 über 30 Zerstörer für die Baltische Flotte und mehr als 15 für die Schwarzmeerflotte. Die deutschen Werften Blohm & Voss, Schichau und AG Vulcan waren weiter an den Detailplanungen und der Zulieferung von Bauteilen, insbesondere Maschinenanlagen, beteiligt und unterstützten die beauftragten russischen Werften.
Bei Ausbruch des Ersten Weltkriegs 1914 waren bei Blohm & Voss je zwei Antriebsanlagen für Zerstörer der Leitenant-Iljin-Klasse und der Gawriil-Klasse für die Auslieferung an die Putilow-Werft sowie die Russisch-Baltischen Werke in Reval bereit. Blohm & Voss schlug der Kaiserlichen Marine vor, diese Turbinensätze in neu zu bauende Zerstörer nach den von ihr mitentwickelten russischen Plänen einzubauen und glaubte, derartige Zerstörer in sechs Monaten liefern zu können. Der Staatssekretär im Reichsmarineamt, von Tirpitz, setzte diesen Vorschlag und die Bestellung von vier weiteren Einheiten durch.
Die neuen Zerstörer hatten eine Länge von 98 m, eine Breite von 9,35 m und einen Tiefgang von 3,8 m. Sie verdrängten unter normalen Einsatzbedingungen 1.374 t (max. 1.843 t) und konnten mit der von vier Kesseln gespeisten 40.000-PS-Turbinenanlage über zwei Wellen schneller als 36 Knoten laufen. Sie hatten eine reine Ölfeuerung, die ihnen bei dem Vorrat von 527 t einen Fahrbereich von 2600 Seemeilen bei 20 kn gaben. Die Bewaffnung bestand aus vier 8,8-cm-L/45-Kanonen für Torpedoboote, die auf dem Vorschiff, zwischen den Schornsteinen und am Heck auf der Mittellinie der Boote standen. Dazu kamen sechs 50-cm-Torpedorohre. Zwei einzelne drehbare Rohre standen neben einander vor dem Brückenhaus, und ihre Drehkreise schnitten in das Vorschiff ein. Hinter den drei Schornsteinen standen zwei drehbare Zweier-Torpedorohrsätze auf der Mittellinie, deren beide Rohre einen festen Winkel zueinander hatten. Dazu waren auf der Steuerbordseiten Schienen zum Transport und Abwurf von bis zu 24 Minen vorhanden.
Die neuen Boote waren die ersten Drei-Schornstein-Boote der kaiserlichen Torpedowaffe; sie waren größer, schneller und stärker bewaffnet als alle anderen Torpedoboote. Erstmals wurde bei ihnen und den von der Germaniawerft fertiggebauten Argentinienbooten G 101-104 neben den Bezeichnungen „Torpedoboot 1914R(ussland)“ sowie „Torpedoboot 1914A(rgentinien)“ auch der Begriff „Zerstörer“ verwandt.
Das 1914 modernste deutsche „Hochseetorpedoboot“ V 25 verdrängte nur 812 (max. 975) t, war 78,5 m lang, hatte eine Maschinenleistung von 23.500 PS für 33,5 kn und hatte eine Reichweite von 1080 sm bei 20 kn. Bewaffnet waren die Boote dieses Typ mit drei 8,8-cm-L/45-Kanonen, ebenfalls sechs Torpedorohren sowie optional 24 Minen.
Am 15. Dezember 1914 lief mit B 97 das erste Boot der Klasse vom Stapel, dem B 98 am 2. Januar 1915 folgte. Am 13. Februar 1915 wurde B 97 als erstes Boot in Dienst gestellt. B 98 folgte im März. Für die beiden anderen Antriebsanlagen sollte die Hamburger Vulkanwerft die Zerstörerrümpfe bauen, die sich letztlich etwas von den Blohm & Voss-Bauten unterschieden.
Die Vulkan-Boote V 99 und V 100 liefen erst am 9. Februar bzw. 8. März 1915 vom Stapel und kamen im April und Juni zur Flotte.
Im Juni 1915 kamen auch schon die ersten nachbestellten Boote B 109 und B 110 in Dienst, denen dann die zweite Nachbestellung (B 111, B 112) im August und September folgte. Zusammen mit den vier von Argentinien bestellten, etwas kleineren und langsameren Germania-Booten G 101-G 104 (1116/1734t) wurde mit ihnen die II. Torpedoboot-Flottille mit neuem Schiffsmaterial ausgerüstet. Diese Flottille war damit, unter dem Kommando von Korvettenkapitän Heinrich Schuur und später Oskar Heinecke, die schlagkräftigste Einheit der kaiserlich-deutschen Torpedobootsverbände und wurde auch entsprechend eingesetzt.
Bezogen auf ihre Größe, Kampfkraft und Seefähigkeit wie -ausdauer, waren die Boote mit den gleichaltrigen britischen Flottillenführen vergleichbar – nur dass sie innerhalb der Kaiserlichen Marine zu einer eigenständigen Flottille zusammengefasst wurden und damit gleichfalls einen Eliteverband darstellten – was es auf britischer Seite zu diesem Zeitpunkt so nicht gab.

### Einsatzgeschichte

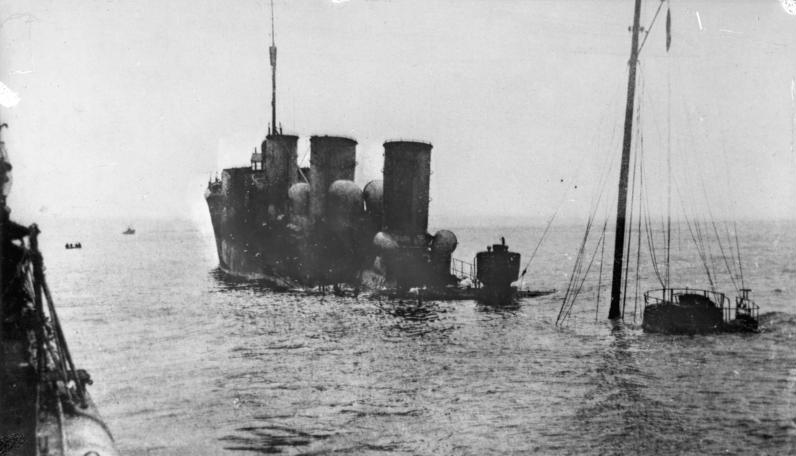
Die sinkende V 99

Als 1915 der Einsatz der Boote bei der Kaiserlichen Marine begann, wurden die ersten fertigen Blohm & Voss-Boote mit den Germania-Bauten in der Nordsee eingesetzt. Die beiden Vulkan-Boote stellte man dem Befehlshaber der Aufklärungsstreitkräfte der Ostsee, Konteradmiral Hopman, für den Vorstoß in die Rigaer Bucht zur Verfügung.

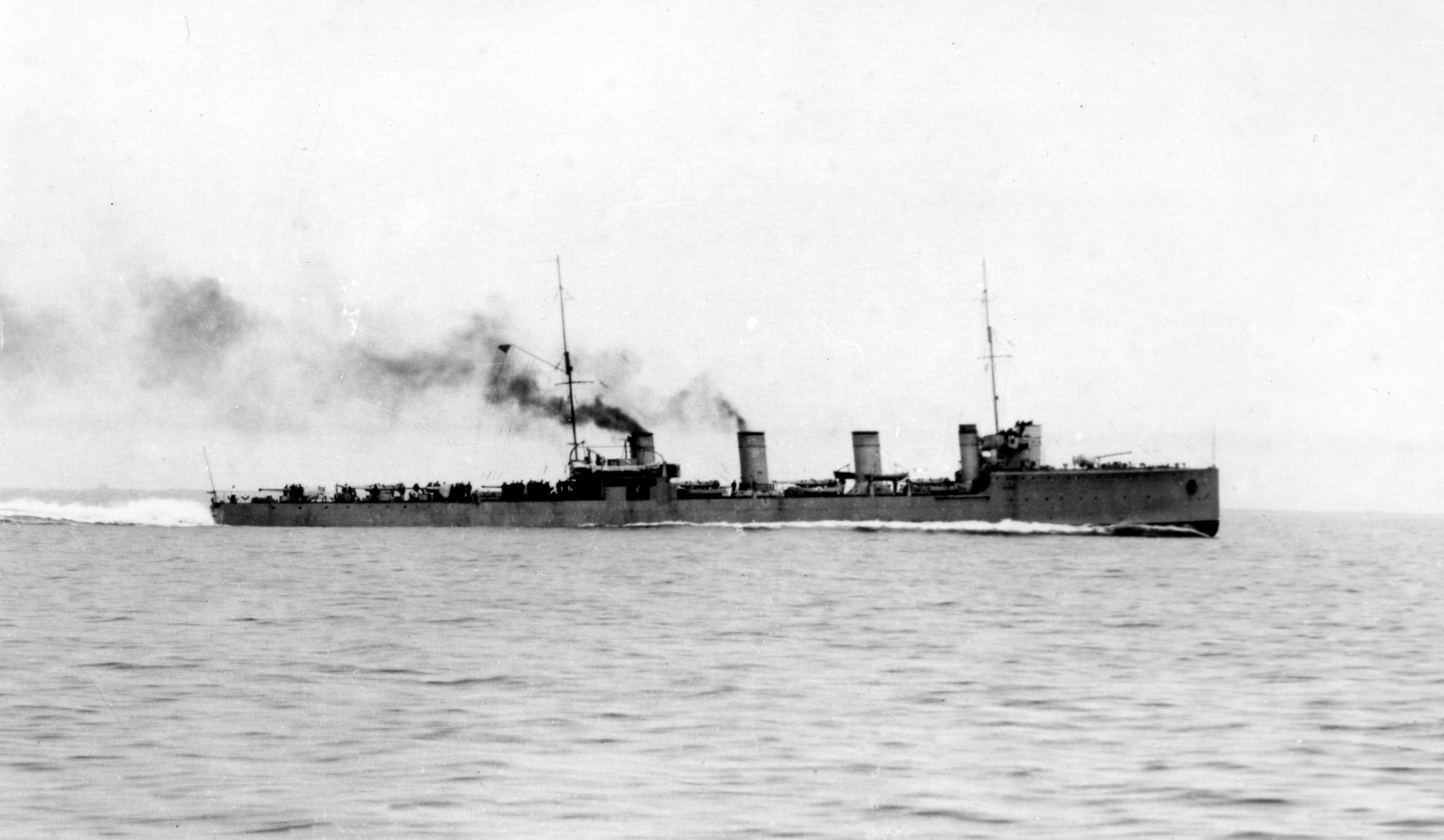
Die Nowik

Am 16. August 1915 begann der Versuch, in die Rigaer Bucht einzudringen. Bei einsetzender Dämmerung wurde der Versuch, eine geräumte Gasse durch die Minensperren zu schaffen, vertagt. Die deutsche Führung entschied, die Zerstörer V 99 und V 100 zu einem Torpedo-Nachtangriff auf das russische Schlachtschiff Slawa einzusetzen. Die Boote liefen um 18:30 Uhr dicht unter der kurländischen Küste an den russischen Minensperren vorbei in die Irbenstraße ein und hatten gegen 20 Uhr ein kurzes Gefecht mit zwei älteren russischen Zerstörern der Ochotnik-Klasse, die das Gefecht abbrachen und sich zurückzogen. Beide Boote suchten weiter nach der Slawa und stießen dabei bis zur Linie Insel Runö – Halbinsel Fettel auf Ösel vor. Der Rückmarsch erfolgte über die Arensburger Bucht von Ösel, ohne wegen der Dunkelheit die dort liegende Slawa zu entdecken. Gegen 2 Uhr stießen die deutschen Boote südöstlich Zerel auf zwei Boote der Ukraina-Klasse, die mit Torpedos angegriffen wurden. Die Torpedos unterliefen die russischen Boote.
Gegen 4:15 Uhr entdeckte V 99 einen russischen Zerstörer und griff ihn sofort an. Es handelte sich um die Nowik, das Typschiff auch der deutschen Zerstörer. Sie erhielt sofort Unterstützung durch die drei kleineren Boote Emir Bucharski, Finn und Dobrowolez der Emir-Bucharski-Klasse. V 99 erhielt mehrere Treffer, und es brachen Brände im Vorschiff und mittschiffs aus. Das deutsche Boot versuchte durch die bekannten russischen Minenfelder nahe der kurländischen Küste zu entfliehen und erhielt dabei zwei Minentreffer. Um 5 Uhr griff V 100 ein und nebelte das Schwesterboot ein, dem auch S 31, S 34 und V 108 zur Hilfe eilten. Das alarmierte Schlachtschiff Posen vertrieb mit seiner schweren Artillerie die russischen Boote. Alle Rettungsmaßnahmen waren jedoch vergebens, da das immer tiefer sinkenden Boot nicht zu halten war. Um 8 Uhr sank V 99 am 17. August 1915 auf der Position 57° 37′ N, 21° 52′ O vor Pissen unter Verlust von 21 Mann. V 100 konnte den Rest der Besatzung einschließlich 22 Verwundeter vom sinkenden Schwesterboot retten.
Das Gefecht hatte deutlich gemacht, dass die Bewaffnung der deutschen Boote unzureichend war, da die russischen Boote durchgängig über 102-mm-Geschütze verfügten.
Daher wurde auf deutscher Seite entschieden, alle Zerstörer mit 10,5-cm-L/45-Geschützen in einer neu entwickelten Lafette nachzurüsten, was bis zum April 1916 abgeschlossen wurde.

Zerstörer der Hawthorn-M-Klasse

Am 17. August 1915, als am frühen Morgen die V 99 in der Ostsee sank, kam es auch in der Nordsee zu einem Gefecht der Zerstörer der II. Torpedobootsflottille, die auf dem Rückmarsch von einem Vorstoß zum Horns Riff auf den britischen Hilfsminenleger Princess Margaret (5.934 BRT) gesichert durch Zerstörer der 10th DF und 4th DF traf, die eine Minensperre nahe der Amrumbank legen wollten. Nur die B 98 schoss Torpedos ab, verfehlte die Princess Margaret in der sehr dunklen Nacht bei ruhiger See und traf den Zerstörer Mentor. Die Mentor verlor ihren Bug, konnte aber nach Harwich zurücklaufen. Die Briten brachen nach ihrer Entdeckung die Operation ab.
Am 10. Februar 1916 kam es bei einem Vorstoß der II. Torpedobootsflottille zur Doggerbank erneut zu einem Zusammenstoß mit Minenlegern, was allerdings von deutscher Seite nicht erkannt wurde, da die Sloops der Flower-Klasse als Kreuzer angesprochen wurden. Daher wurde nur die Arabis durch einen Torpedotreffer eines Germania-Bootes versenkt.

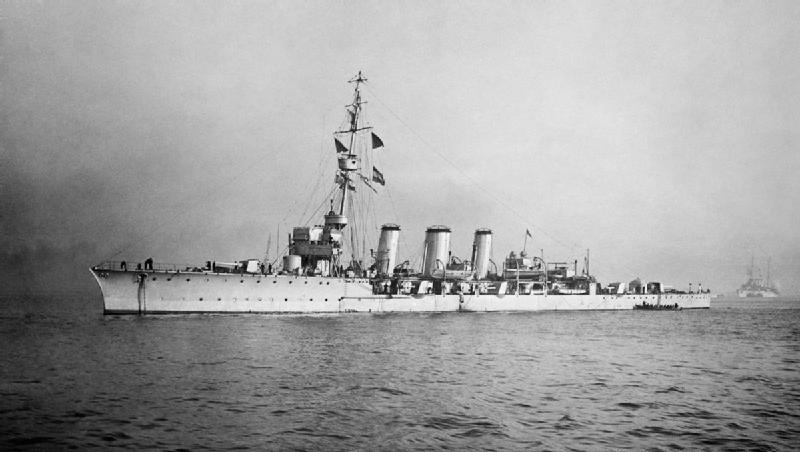
Die Galatea, deren Schüsse auf deutsche Zerstörer die Schlacht eröffneten

In der Seeschlacht am Skagerrak am 31. Mai/ 1. Juni 1916 nahmen die vorhandenen elf Zerstörer als II. Torpedobootsflottille im Verband der Aufklärungsstreitkräfte unter dem II.FdT auf der Regensburg teil. B 109 und B 110 liefen mit dem Kleinen Kreuzer Elbing (begonnen als russ. Admiral Newelskoi) auf der linken Seite des deutschen Schlachtkreuzergeschwaders, als die beiden Zerstörer bei der Kontrolle eines dänischen Dampfers durch den britischen Kreuzer Galatea entdeckt wurden. Galatea und Phaeton eröffneten das Feuer. Die Elbing erwiderte es und erzielte aus Maximaldistanz den ersten Treffer der folgenden Schlacht auf der Galatea. Die Zerstörer liefen dann lange auf der dem Gefecht abgewandten Seite der Schlachtkreuzer. Als das britische 3. Schlachtkreuzer-Geschwader in das Gefecht eingriff, kamen auch die Zerstörer ins Gefecht und beschossen den Leichten Kreuzer Chester und die Zerstörer Acasta und Shark. Auch B 98 erhielt einen Treffer, der den hinteren Zwillingstorpedosatz zerstörte, zwei Mann tötete und weitere elf verletzte. Keiner der deutschen Zerstörer ging in der Schlacht verloren, die in der Nacht den Kontakt zum Feind, wie zur Hochseeflotte, verloren und um Skagen nach Kiel zurückmarschierten.
In die Nordsee erfolgten noch 1916 und 1917 weitere Vorstöße ohne Feindkontakt.

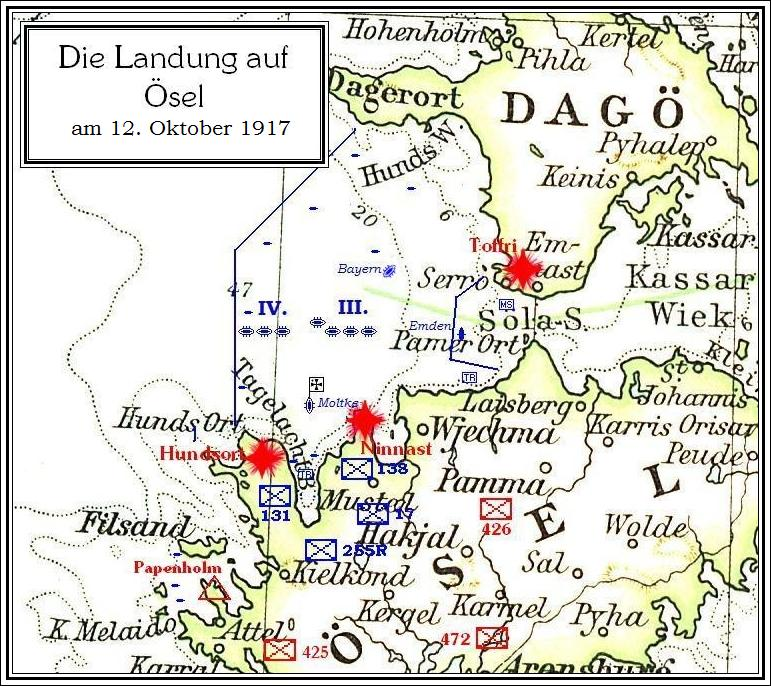
Die Tagga-Bucht, wo die Deutschen am 12. Oktober 1917 landeten

Im Oktober 1917 gab die Hochseeflotte Teile in die Ostsee ab, um in einer amphibischen Landungsunternehmung mit dem Heer die baltischen Inseln Saaremaa (Ösel), Hiiumaa (Dagö) und Muhu (Moon) zu besetzen. Zu den zum „Sonderverband Ostsee“ abgeordneten Einheiten gehörte auch die II. Torpedoboots-Flottille mit B 98 als Flottillenboot, der IV. Halb-Flottille mit den restlichen Blohm & Voss-Booten B 109 (Führerboot), B 97, B 110, B 111, B 112 sowie der III. Halb-Flottille mit G 101 (Führerboot), G 103, G 104 und V 100. Die Zerstörer setzen am 12. Oktober 1917 an verschiedenen Orten an und um die Tagga-Bucht an der Nordküste von Oesel die ersten Sturmkompanien ab, um die Landung der Haupttruppenteile von der Transporterflotte abzusichern. Die Zerstörer gaben den ersten Truppen an Land auch Artillerieunterstützung.
Der russische Seebefehlshaber ordnete für den Tag nach der Landung eine Erkundung des Soelo-Sundes zwischen Dagö und Ösel durch die modernen Zerstörer der Nowik-Klasse an und wollte die enge Meeresstraße mit einem Blockschiff und einer Minensperre für die Deutschen sperren. Die Deutschen erkannten am Morgen des 13. Oktober die Annäherung von acht russischen Zerstörern mit dem Minenleger Pripjat und dem als Blockschiff vorbereiteten Dampfer Lawija. Die Lawija lief vor dem Erreichen der Versenkungsposition auf ein Riff, und die Mannschaft der Pripjat weigerte sich, ihren Auftrag auszuführen. Dennoch griffen die russischen Zerstörer die mit der Vermessung des Sundes beschäftigten deutschen Minensuchboote an, wurden aber durch Artilleriefeuer der SMS Emden zum Rückzug gezwungen.
Am 14. Oktober beschloss die deutsche Führung, den Angriff auf die Insel Dagö auszudehnen und den Vormarsch noch zu beschleunigen. Da schwere Einheiten den Soelo-Sund nicht passieren konnten, wurden das Schlachtschiff Kaiser und der Kleine Kreuzer Emden im Eingang so verankert, um die leichten Einheiten bei einem geplanten Vorstoß ins Kassar Wiek mit ihrer überlegenen Feuerkraft zu decken. Seit dem Morgen ankerten vier russische Zerstörer am östlichen Ausgang des Soelo-Sundes außerhalb Reichweite der Emden. Gegen Mittag erreichte die Kaiser ihre geplante Position und eröffnete sofort auf über 19 km Entfernung das Feuer auf die russischen Zerstörer, das mit der zweiten Salve deckend lag. Eine 30,5-cm-Granate durchschlug den Maschinenraum der Grom der Orfei-Klasse, explodierte jedoch nicht. Dennoch zogen sich die russischen Zerstörer zurück. Unter dem Schutz der großen Schiffe stießen die Torpedoboote in den Sund vor. Aufgrund starker Strömungen und ungünstiger Windverhältnisse gerieten einige Boote auf Grund, es gelang ihnen aber dennoch, den Sund von Minen zu säubern und in deutsche Hand zu bringen. Der Zerstörer G 103 erlitt bei einer Grundberührung Schäden an einer Schraubenwelle.

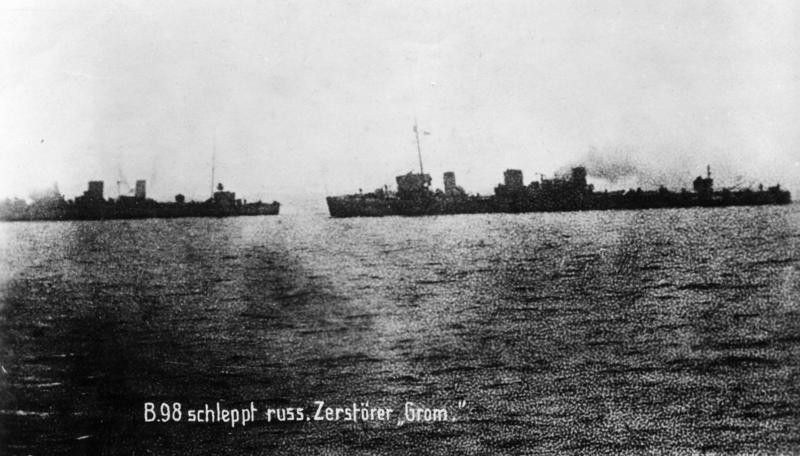
B 98 beim Versuch den russischen Zerstörer Grom abzuschleppen

Im Kassar Wiek teilten sich die deutschen Torpedoboote in vier Gruppen auf, und es kam ab 13:20 Uhr zu einem laufenden Gefecht mit den russischen Zerstörern auf einer Entfernung von 11.000 m, in dem G 103 erneut leicht beschädigt wurde. Auf russischer Seite erlitten Grom und Sabijaka schwere sowie Pobeditel der Orfei-Klasse leichte Schäden wie auch die Konstantin. Nach etwa 20 Minuten wurden diese Zerstörer durch die Panzerkanonenboote Chrabry und Chiwinez sowie weiteren sieben Zerstörer, die aus dem Moon-Sund zur Hilfe kamen, verstärkt, um sich geordnet zurückzuziehen. Die Grom fiel hinter die anderen Schiffe zurück und wurde bewegungsunfähig geschossen. Das Kanonenboot Chrabry versuchte sie abzuschleppen, jedoch riss die Schleppleine. Angesichts der sich nähernden deutschen Schiffe übernahm das Kanonenboot die Besatzung der Grom und zog sich zurück. Die Deutschen enterten den brennenden Zerstörer, und B 98 versuchte, ihn abzuschleppen. Die Schäden erwiesen sich jedoch als zu schwer, und die Grom sank um 15:10 Uhr. Um 15:35 Uhr gerieten die deutschen Torpedoboote noch einmal unter Feuer durch das mittlerweile herangekommene Schlachtschiff Graschdanin und den aus Reval eingetroffenen Panzerkreuzer Admiral Makarow. Nach zehn Minuten wurde das Feuer aber wieder eingestellt, und bis zum Einbruch der Dunkelheit ereignete sich nichts weiter.
Während der Nacht legte der flachgehende russische Minenleger Pripjat, dessen Mannschaft zum Teil ersetzt worden war, von den Deutschen unbemerkt im Kassar Wiek eine Minensperre.

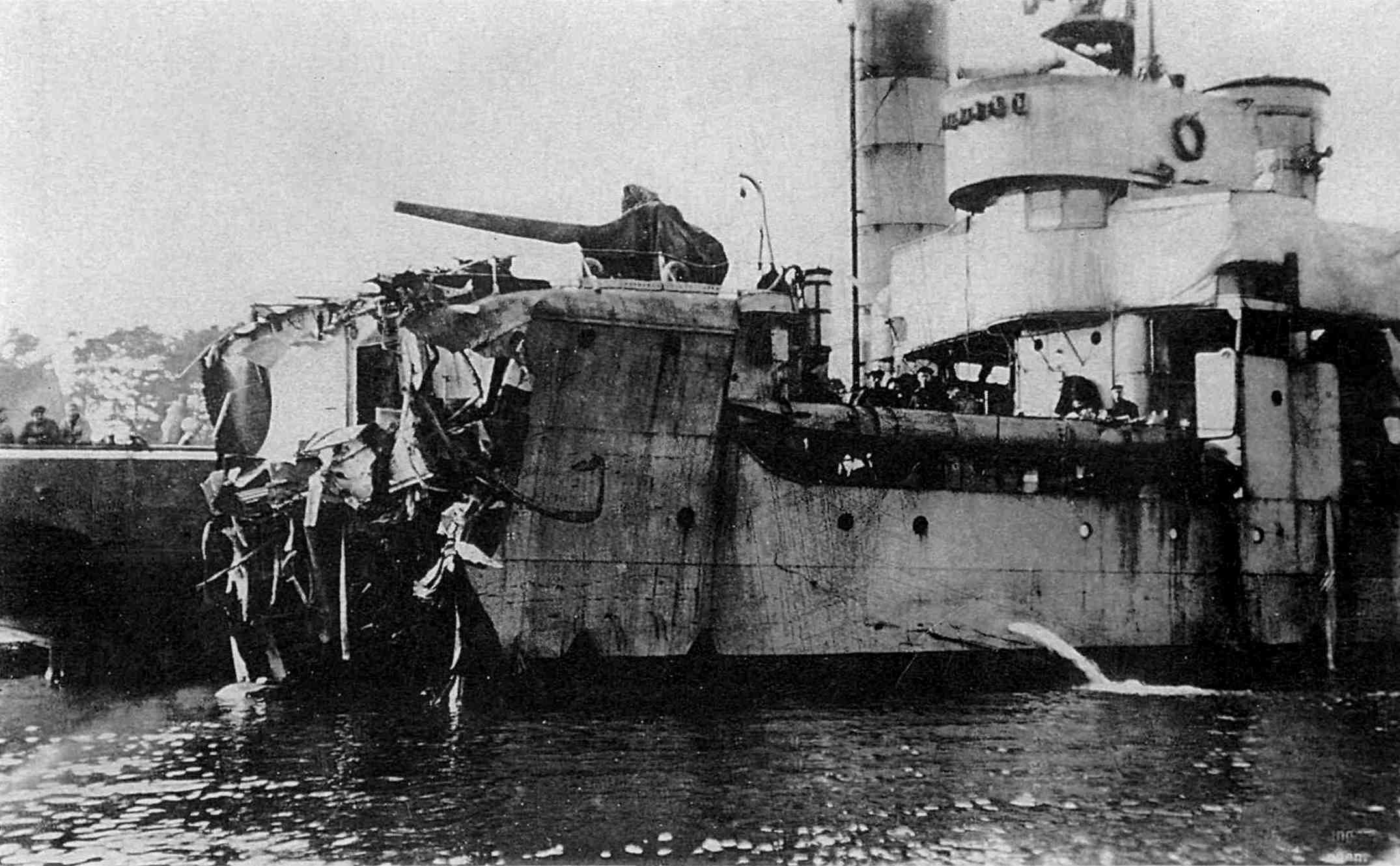
B 98 nach Verlust des Vorschiffs

Am 15. Oktober sicherten die Deutschen den östlichen Ausgang des Kassar Wiek mit den vierzehn Booten der II. Flottille und der XIII. Halbflottille und gaben den Heereseinheiten nahe dem Moondamm Artillerieunterstützung durch die kleinen, flachgehenden Torpedobooten der A-Klasse. Die deutschen Einheiten wurden von zwölf russischen Zerstörern sowie eine Anzahl weiterer Schiffe beschossen. Bei sehr schlechter Sicht entschieden sich die Deutschen gegen Mittag, nach Westen zurückzulaufen, um dem Feuer der russischen schweren Einheiten zu entgehen. Dabei lief das Flottillenboot B 98 auf die in der Nacht zuvor gelegte russische Minensperre und verlor sein Vorschiff. Da ein großer Teil der Besatzung zu dieser Zeit unter Deck beim Essen war, waren 14 Tote und fünf Verwundete zu beklagen. Das Boot blieb aber schwimmfähig und wurde zur Reparatur nach Libau geschleppt. Der Flottillenchef wechselte auf V 100. Einige Torpedoboote wichen in das flache Wasser im nördlichen Teil des Kassar Wiek aus, wo einige auf Grund liefen und sich dabei Schäden zuzogen, darunter G 101, B 110 und B 112.
In den beiden folgenden Tagen blieb die Lage im Kassar Wiek ruhig, und die deutschen Zerstörer konnten am 17. neue 10,5-cm-Artilleriemunition übernehmen. Das im Moon-Sund stattfindende Gefecht wurde beobachtet. Der F.d.T., Kommodore Paul Heinrich, auf V 100 entschied, einen nächtlichen Vorstoß mit Torpedobooten in den südlichen Moon-Sund zu unternehmen. Vier Boote der XIII. Halbflottille sollten diesen durchführen, da die Zerstörer nur bedingt einsatzbereit waren.
Kurz nach Mittag am 18. Oktober 1917 lief dann auch B 111 im Kassar Wiek auf eine Mine und verlor ähnlich wie B 98 sein Vorschiff. Auch dieses Boot blieb schwimmfähig und konnte nach Libau geschleppt werden. Der Minentreffer forderte fünf Tote und sechzehn Verletzte.
B 98 und B 111 erhielten in Libau einen Behelfsbug aus Holz und liefen dann mit eigenen Kraft in die Werft. Nur noch sechs voll einsatzfähige Zerstörer der II. Flottille begleiteten den Rückmarsch des Führungskreuzers Emden am 23. Oktober über Libau und Kiel in die Nordsee.
Ein Einsatz am 11./12. Dezember 1917 führte dann noch zu einem Erfolg vor der norwegischen Küste, als die 3. Halbflottille mit G 101, G 103, G 104 und V 100 ein britisches Geleit vor Bergen stellte und das Geleit bis auf der Zerstörer Pellew vernichtete. Versenkt wurden der Zerstörer Partridge, vier Sicherungstrawler und sechs Handelsschiffe. Die einsatzbereiten Blohm & Voss-Boote der 4. Halbflottille waren gleichzeitig zur britischen Küste vorgestoßen, ohne auf einen Feind zu treffen. Der Führungskreuzer Emden war mit einer weiteren Halbflottille bei Hornsriff zurückgeblieben. Am 14. Dezember lief die Emden mit allen Booten wieder in Wilhelmshaven ein.
Weitere Vorstöße, wie der am 13. April 1918 mit der Graudenz in das Skagerrak bis auf die Höhe von Hanstholm, blieben ohne Feindberührung.

### Endschicksal
Fünf Boote der Klasse waren ab dem 22. November 1918 mit der Hochseeflotte in Scapa Flow interniert und wurden dort am 21. Juni 1919 selbstversenkt, was nur bei V 100 misslang. Diese Boot wurde 1921 an Frankreich abgegeben und 1921 abgebrochen. B 109, B 110, B 111 und B 112 wurden im Winter 1925/26 gehoben und anschließend verschrottet.
B 97 und B 98 dienten 1918/19 als Postschiffe nach Scapa Flow. B 98 traf kurz nach der Selbstversenkung in Scapa Flow ein. Am folgenden Tag sollte das Boot verlegt werden. Dabei riss die Schlepptrosse, das Schiff lief auf und sank in der Lopness Bay der Insel Sanday, wo Überreste heute noch zu besichtigen sind. B 97 wurde nach Italien ausgeliefert und dort nach seinem Umbau als Esploartori Cesare Rossarol bis 1939 genutzt.
| Name      | Stapellauf        | Indienststellung  | Verbleib                                                                                       |
| --------- | ----------------- | ----------------- | ---------------------------------------------------------------------------------------------- |
| SMS B 97  | 15. Dezember 1914 | 13. Februar 1915  | Mai 1920 nach Italien ausgeliefert: Cesare Rossarol, Januar 1939 gestrichen                    |
| B 98      | 2. Januar 1915    | 24. März 1915     | November 1918 interniert, 1920 gesunken in der Lopness Bay, Sanday                             |
| SMS V 99  | 9. Februar 1915   | 20. April 1915    | am 17. August 1915 nach Gefecht mit russischen Zerstörern und Minentreffer gesunken            |
| SMS V 100 | 8. März 1915      | 17. Juni 1915     | November 1918 interniert, 1919 Selbstversenkung misslungen, 1921 in Frankreich abgebrochen     |
| SMS B 109 | 11. März 1915     | 8. Juni 1915      | November 1918 interniert, 21. Juni 1919 selbstversenkt, März 1926 gehoben und verschrottet     |
| SMS B 110 | 31. März 1915     | 26. Juni 1915     | November 1918 interniert, 21. Juni 1919 selbstversenkt, Dezember 1925 gehoben und verschrottet |
| SMS B 111 | 8. Juni 1915      | 10. August 1915   | November 1918 interniert, 21. Juni 1919 selbstversenkt, März 1926 gehoben und verschrottet     |
| SMS B 112 | 17. Juni 1915     | 3. September 1915 | November 1918 interniert, 21. Juni 1919 selbstversenkt, Februar 1926 gehoben und verschrottet  |

## DieCesare Rossarol

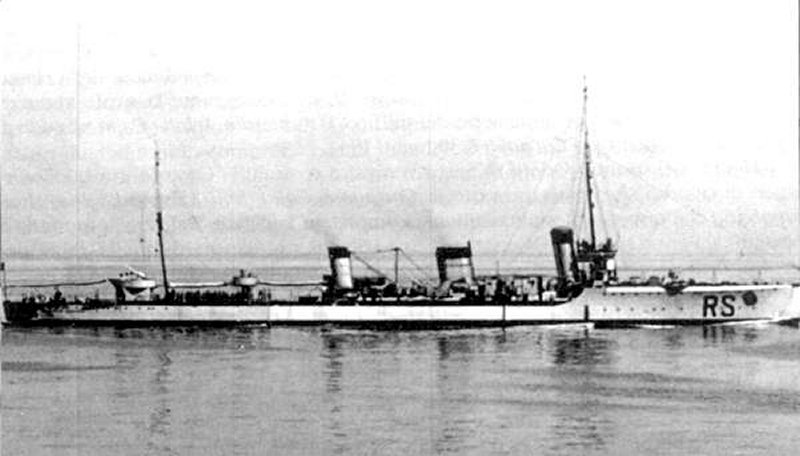
Cesare Rossarol

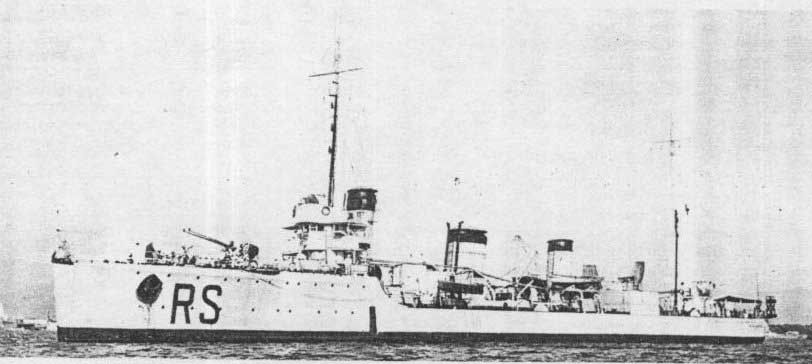
Cesare Rossarol nach dem Umbau

Die B 97 musste nach den Ereignissen von Scapa Flow an die Royal Navy abgegeben werden, die sie 1920 zusammen mit der V 116, später Premuda (1800 t / max. 2555 t, 34,5 kn), und S 63, später RN Ardimentoso (840 t / max. 1170 t, 34 kn), als Teil der Kriegsbeute an Italien abgab. Der Zerstörer B 97 wurde zu einem „esploratore“ im Arsenal von Pola umgebaut und in Cesare Rossarol umbenannt.
Den Namen des italienischen Freiheitskämpfers Cesare Rosaroll-Scorza (1809–1849) übernahm das Boot von dem Zerstörer und Flottillenführer RN Cesare Rossarol (1915 Ansaldo, 1028 ts) der Poerio-Klasse der italienischen Marine, der kurz nach dem Kriegsende auf dem Weg von Pola nach Rijeka durch einen Minentreffer verloren gegangen war. Beim Untergang der ersten Cesare Rossarol kamen 100 Mann ums Leben.
1924 kam das umgebaute Boot in den Dienst der Regia Marina. Die Verdrängung betrug jetzt 1163 (max. 1774) t. und war mit einem 120-mm-Zwillingsgeschütz auf dem Vorschiff und einer 120-mm-Einzelkanone am Heck sowie zwei 76-mm-L/40-Ansaldo-Kanonen und zwei Maschinengewehren bewaffnet. Durch den Umbau des Vorschiffs mit der Doppellafette fielen die einzelnen Torpedorohre dort weg. Die beiden 50-cm-Doppeltorpedorohre auf dem Achterdeck blieben erhalten. Die Minenkapazität wurde auf 29 erhöht.
Die Rossarol wurde der „Gruppi Esploratori“ der Flotte zugewiesen. Nach dem Zulauf von neuen „Esploratori“ der Navigatori-Klasse wurde die Rossarol 1929 zu einem Zerstörer (Cacciatorpediniere) herabgestuft [1].
1931 wurde die Rossarol zu einem Versuchsschiff umgebaut. Man entfernte einen der Kessel, wodurch die Maschinenleistung auf 30.000 PS sank und die Höchstgeschwindigkeit sich auf 32 Knoten reduzierte. Die noch vorhandenen beiden deutschen Zwillings-Torpedorohrsätze wurden durch zwei italienische 450-mm-Rohrsätze ersetzt. Das Boot dient von 1932 bis 1935 dem Arsenal in La Spezia für Versuche. Im Januar 1939 wurde die zweite Cesare Rosaroll außer Dienst gestellt und anschließend verschrottet.